# Petersen
Petersen ist ein Familienname. Er ist der häufigste Familienname in Schleswig-Holstein. Eine Variante des Namens ist Petersén, weitere Varianten sind unter Petersen (Begriffsklärung) zu finden.

## Bedeutung
Der Name ist eine patronymische Bildung und bedeutet Sohn des Peter.

## Namensträger

### A
- A. Willi Petersen (1949–2018), deutscher Wirtschaftspädagoge und Hochschullehrer
- Aage Høy-Petersen (1898–1967), dänischer Segler
- Adolf Petersen (Heimatforscher) (1874–1949), preußischer Postbeamter und Heimatforscher
- Adolf Dahm-Petersen (1856–1922), norwegischer Hochschullehrer, Sänger und Gesanglehrer
- Adolf Stender-Petersen (1893–1963), deutsch-dänischer Slawist russischer Herkunft
- Adolph Cornelius Petersen (1804–1854), deutscher Astronom
- Agnes Petersen (1906–1973), dänische Stummfilmschauspielerin
- Albert Petersen (Architekt) (1841–1916), deutscher Architekt
- Albert Petersen (Schriftsteller) (1883–1943), deutscher Schriftsteller
- Albert Petersen (Politiker) (1892–1967), deutscher Landwirt und Politiker (DDP, CDU)
- Alexander Petersen (Mathematiker) (Alexander Michael Petersen; * 1981), US-amerikanisch-kolumbianischer Mathematiker, Informatiker und Hochschullehrer
- Alexander Petersen (Pokerspieler) (* 1986 oder 1987), dänischer Pokerspieler
- Alfred Petersen (Verbandsfunktionär) (1885–1960), deutscher Industriemanager und Verbandsfunktionär
- Alfred Petersen (Theologe) (1909–2004), deutscher Theologe
- Anders Petersen (Sportschütze) (1876–1968), dänischer Sportschütze
- Anders Petersen (Eishockeyspieler) (* 1940), dänischer Eishockeyspieler
- Anders Petersen (Fotograf) (Knut Anders Fredrik Petersen; * 1944), schwedischer Fotograf
- Anders Petersen (Künstler) (* 1959), deutscher Grafiker und Objektkünstler
- Andre Petersen (1978–2021), südafrikanischer Jazzmusiker
- Andreas Petersen (Politiker) (um 1792–??), dänischer Politiker, MdL Schleswig
- Andreas Petersen (Boxer) (1901–1976), dänischer Boxer
- Andreas Petersen (Historiker) (* 1961), deutscher Historiker
- Andreas Petersen (Kirchenmusiker) (* 1968), deutscher Organist und Komponist
- Andreas Petersen-Röm (1914–1985), dänischer Maler
- Andrew Petersen (1870–1952), US-amerikanischer Politiker
- Anette Petersen, später Anette Brandhorst (1936–1999), deutsche Kunstsammlerin und Erbin aus der Industriellenfamilie Henkel
- Anja Petersen, deutsche Opernsängerin der Stimmlage Sopran
- Anker Eli Petersen (* 1959), färöischer Grafiker
- Ann Petersen (Schauspielerin) (1927–2003), belgische Schauspielerin
- Ann Petersen (Sängerin) (* 1966), dänische Opernsängerin (Sopran)
- Anna Magnussen-Petersen (1871–1940), deutsche Bildhauerin
- Anna Maria Petersen (1858–1918), deutsche Malerin
- Annar Petersen (* 1931), norwegischer Eishockeyspieler
- Anneke Petersen († 1610), deutsche Frau, die aufgrund des Vorwurfs der Hexerei hingerichtet wurde
- Annika Fríðheim Petersen (* 1999), färöische Handballspielerin
- Anthon Petersen (1907–1984), grönländischer Fischer und Landesrat
- Armand Petersen (1891–1969), schweizerisch-französischer Bildhauer
- Arne Petersen (1913–1990), dänischer Radrennfahrer
- Arne Munch-Petersen (1904–1940), dänischer kommunistischer Politiker
- Arnim Petersen (1880–1952), deutscher Drehbuchautor
- Arnold Petersen (Politiker) (1892–1953), deutscher Politiker (NSDAP)
- Arnold Petersen (Intendant) (1926–2013), deutscher Dramaturg und Theaterintendant
- Arthur Korff-Petersen (1882–1927), deutscher Bakteriologe, Hygieniker und Hochschullehrer
- Asmus Petersen (Agrarwissenschaftler) (1900–1962), deutscher Agrarwissenschaftler
- Asmus Petersen (Maler) (1928–2019), deutscher Kaufmann, Schriftsteller und Maler
- Asmus Petersen-Wittkiel (1819–1882), deutscher Landwirt
- Asmus Schmidt-Petersen (1891–1978), deutscher Linguist und Vertrauensarzt
- August Petersen (1808–1875), deutscher evangelischer Pfarrer, Theologe und Generalsuperintendent
- Austin Petersen (* 1981), US-amerikanischer Redakteur und Politiker (Libertarian Party)
- Axel Petersen (Fußballspieler) (1887–1968), dänischer Fußballspieler
- Axel Petersen (Tennisspieler), dänischer Tennisspieler
- Axel Petersén (Regisseur) (* 1979), schwedischer Regisseur
- Axel Johannes Petersen (1880–1962), dänischer Leichtathlet

### B
- Balthasar Petersen (1703–1787), deutscher Propst und Gründer des ersten Seminars für Schullehrer in Schleswig-Holstein
- Bärbel Petersen, deutsche Handballspielerin
- Bernhard Petersen (?–1629), deutscher Organist
- Birger Petersen (* 1972), deutscher Komponist, Musikwissenschaftler und Hochschullehrer
- Birna Petersen (* 1970), isländische Badmintonspielerin
- Björn Petersen, skandinavischer Insektenkundler
- Boye Richard Petersen (1869–1943), deutscher Kapitän
- Brigitte Petersen (* um 1954), deutsche Agrarwissenschaftlerin und Autorin
- Britta Petersen (* 1966), deutsche Journalistin

### C
- Cal Petersen (* 1994), US-amerikanischer Eishockeytorwart
- Carl Petersen (Polarforscher) (1813–1880), dänischer Polarfahrer und Autor
- Carl Petersen (Landwirt) (1835–1909), deutscher Landwirt, Verbandsfunktionär und Schriftsteller
- Carl Petersen (Architekt) (1874–1923), dänischer Architekt
- Carl Petersen (Historiker) (1885–1942), deutscher Historiker
- Carl Petersen (Politiker) (1894–1984), dänischer Politiker (Socialdemokraterne)
- Carl Petersen (Neurowissenschaftler), Neurowissenschaftler
- Carl Friedrich Petersen (1809–1892), deutscher Jurist und Politiker
- Carl Georg Johannes Petersen (auch C. G. Johannes Petersen; 1860–1928), dänischer Zoologe, siehe Johannes Petersen (Zoologe)
- Carl Olof Petersen (1881–1939), schwedischer Grafiker
- Carl Richard Petersen (1828–1884), deutscher Ingenieur
- Carl Wilhelm Petersen (1868–1933), deutscher Jurist und Politiker (DDP)
- Carl Wilhelm Petersén (1884–1973), schwedischer Curler
- Carsten Petersen (* 1960/1961), deutscher Basketballspieler
- Charlotte Petersen (1904–1994), deutsche Journalistin
- Christian Petersen (Ratsherr) († 1598), Lübecker Ratsherr
- Christian Petersen (Philologe) (1802–1872), deutscher Altphilologe und Bibliothekar
- Christian Petersen (Bildhauer) (1885–1961), US-amerikanischer Bildhauer dänischer Herkunft
- Christian Petersen (Ingenieur) (* 1931), deutscher Ingenieur und Hochschullehrer
- Christian Petersen (Eishockeyspieler) (1937–2009), norwegischer Eishockeyspieler
- Christian Petersen (Footballspieler) (* 1983), deutscher American-Football-Spieler
- Christian Ingemann Petersen (1873–1963), dänischer Bahnradsportler
- Christian T. Petersen (Sprachwissenschaftler) (* 1963), deutscher Sprachwissenschaftler, Philologe und Indogermanist
- Christian T. Petersen (Spieleautor), US-amerikanischer Spieleautor und -verleger
- Christian W. Petersen (* 1964), deutscher Komponist und Hornist
- Christian Wilhelm Petersen (1811–1886), deutscher Hofbesitzer und Landvogt, Mitglied der Hamburgischen Bürgerschaft
- Christina Petersen (Fußballspielerin) (* 1974), dänische Fußballspielerin
- Christina Petersen (Schauspielerin) (* 1990), deutsche Schauspielerin
- Colin Petersen (1946–2024), australischer Schauspieler und Musiker
- Cordula Petersen (* 1968), deutsche Ärztin und Wissenschaftlerin
- Corinna Petersen-Ewert, deutsche Sozialwissenschaftlerin
- Curtis Petersen, kanadischer Kameramann und Filmproduzent

### D
- Dag-Ernst Petersen (1942–2025), deutscher Restaurator und Autor
- Dan Petersen (* 1972), dänischer Fußballspieler
- Daniel Petersen (1758–1823), schleswigischer theologischer Autor und Prediger
- David Petersen (Komponist) (um 1650–1737), deutscher Komponist und Violinist
- David Petersen (Politiker) (* 1950), US-amerikanischer Politiker
- David Petersen (Regisseur), US-amerikanischer Filmregisseur und Produzent
- David Petersen (Fagottist) (* 1968), deutscher Fagottist
- David Petersen (Comicautor) (* 1977), US-amerikanischer Comicautor
- Detlef Petersen (* 1950), deutscher Musiker, Musikproduzent und Komponist
- Devon Petersen (* 1986), südafrikanischer Dartspieler
- Dorit Urd Feddersen-Petersen (1948–2023), deutsche Verhaltenswissenschaftlerin
- Dory Petersen (1860–1902), deutsche Pianistin und Musikpädagogin

### E
- Eberhard Petersen (* 1955), deutscher Verwaltungsjurist und Präsident des Bundeszentralamtes für Steuern
- Ed Petersen (*  1952), US-amerikanischer Jazzmusiker
- Edwin Petersen (* 1969), niederländischer Fußballtrainer
- Eginhard Friedrich Petersen (1834–1909), deutscher evangelisch-lutherischer Geistlicher und Hauptpastor am Lübecker Dom
- Egmont Harald Petersen (1860–1914), dänischer Verleger
- Eiko E. Petersen (1940–2016), deutscher Facharzt für Gynäkologe, Mikrobiologie und Infektionsepidemiologe
- Elisa Petersen (* 1960), grönländische Bibliothekarin
- Ellen Petersen (* 1974), dänische Squashspielerin
- Ellen Dorrit Petersen (* 1975), norwegische Schauspielerin
- Else Petersen (1910–2002), dänische Schauspielerin
- Emanuel A. Petersen (1894–1948), dänischer Maler
- Emil Petersen (1900–1974), deutscher Kaufmann und schwedischer Konsul
- Erich Petersen (1871–1942), deutscher Regierungsbeamter und Abgeordneter
- Erich Petersen (General) (1889–1963), deutscher Offizier, zuletzt General der Flieger im Zweiten Weltkrieg
- Erik Petersen (Ruderer) (1939–2025), dänischer Ruderer
- Erik Petersen (Politiker) (* 1945), deutscher Politiker, Bremer Bürgerschaftsabgeordneter (SPD)
- Erik Sökjer-Petersén (1887–1967), schwedischer Sportschütze
- Erla Petersen (* 1996), färöische Fußballspielerin
- Erna Raupach-Petersen (1904–1997), deutsche Volksschauspielerin
- Ernesto Petersen (* 1922), brasilianischer Tennisspieler
- Ernst Petersen (Architekt, 1870) (1870–1924), deutscher Architekt
- Ernst Petersen (Historiker) (1905–1944), deutscher Historiker
- Ernst Petersen (1906–1959), deutscher Architekt und Darsteller in Bergfilmen
- Ernst Karl Ferdinand Petersen (1828–1908), deutsch-schweizerischer Chemiker und Unternehmer
- Eugen Petersen (1836–1919), deutscher Archäologe

### F
- Ferdinand Petersen (1829–nach 1882), Mitglied des Kurhessischen Kommunallandtages
- Forrest S. Petersen (1922–1990), US-amerikanischer Testpilot
- Frank Petersen (* 1951), deutscher Schlagersänger
- Frank E. Petersen (1932–2015), US-amerikanischer Generalleutnant
- Franny Petersen-Storck (* 1955), deutscher Maler
- Frauke Petersen (* 1950), bildende Künstlerin
- Fredrik Petersen (Theologe) (1839–1903), norwegischer Theologe
- Fredrik Petersen (Handballspieler) (* 1983), schwedischer Handballspieler
- Frelle Petersen (* 1980), dänischer Filmregisseur und Drehbuchautor
- Fríðrikur Petersen (Frederik Petersen; 1858–1917), färöischer Pfarrer und Politiker
- Friedrich Petersen (Theologe) (1807–1859), deutscher evangelischer Theologe
- Friedrich Alexander Petersen (1858–1909), preußischer Verwaltungsjurist und Landrat
- Friedrich Karl Petersen (1904–1944), deutscher katholischer Geistlicher, Opfer des Nationalsozialismus
- Friis Arne Petersen (* 1952), dänischer Diplomat
- Frits Petersen (Fritz Petersen; 1816–1900), dänischer Maler und Restaurator
- Fritz Petersen (1873–1934), deutscher Maler, Kinderbuchillustrator und Karikaturist

### G
- Georg Petersen (Prediger) (1708–1783), deutscher Prediger und Superintendent
- Georg Petersen (Geologe) (Georg Petersen Gaulke; 1898–1985), deutsch-peruanischer Geologe
- Georg Peter Petersen (1771–1846), deutscher Pastor
- Georg Wilhelm Petersen (1744–1816), deutscher Theologe
- Gerhardt Petersen (1955–2020), grönländischer Politiker (Atassut) und Unternehmer
- Gert Petersen (1927–2009), dänischer Journalist und Politiker
- Gunnar Petersen (* 1939/40), deutscher Schauspieler und Theatermacher
- Günther Petersen (1924–2012), deutscher Insektenkundler
- Gustaf Munch-Petersen (1912–1938), dänischer Autor und Maler
- Gustav Petersen (1805–1885), preußischer Unternehmer, Kommunalpolitiker und Landrat

### H
- Hanns Petersen (1927–2006), deutscher Sänger (Bariton) und Hochschullehrer
- Hans von Petersen (1850–1914), deutscher Maler
- Hans Petersen (Gartenarchitekt) (1877–nach 1929), deutscher Gartenarchitekt
- Hans Petersen (Mediziner) (1885–1946), deutscher Anatom und Hochschullehrer
- Hans Petersen (Laienrichter) (1885–1963), deutscher Laienrichter, SA-Führer und Politiker, MdR
- Hans Petersen (Architekt) (1892–1967), deutscher Architekt
- Hans Petersen (Politiker, 1895) (1895–1982), grönländischer Landesrat
- Hans Petersen (Politiker, 1899) (1899–nach 1943), grönländischer Landesrat
- Hans Petersen (Boxer) (1930–2013), dänischer Boxer
- Hans Schmidt Petersen (* 1962), deutsch-dänischer Autor
- Hans Christian Petersen (Politiker) (1793–1862), norwegischer Politiker
- Hans Christian Petersen (Rektor) (1925–2015), grönländischer Hochschulrektor, Lehrer und Autor
- Hans-Christian Petersen (Maler) (* 1947), deutscher Maler, Grafiker und Objektkünstler
- Hans-Christian Petersen (Historiker) (* 1972), deutscher Historiker
- Hans Egon Petersen (1921–1982), deutscher Theologe
- Hans-Georg Petersen (* 1946), deutscher Ökonom
- Hans W. Petersen (1897–1974), dänischer Schauspieler
- Harry Petersen (* 1946), US-amerikanischer Jazzmusiker
- Hauke Petersen (* 1996), deutscher Schauspieler
- Heiko Petersen (Musiker) (* 1968), deutscher Musiker
- Heiko Petersen (Fußballspieler) (* 1980), deutscher Fußballspieler
- Heinrich Petersen (SS-Mitglied) (1904–1945), deutscher SS-Standartenführer
- Heinrich Petersen-Angeln (1850–1906), deutscher Maler
- Heinrich Petersen-Flensburg (1861–1908), deutscher Maler
- Heinrich Andreas Sophus Petersen (1834–1916), deutscher Maler
- Heinrich Anton Petersen (1745–1798), deutscher Theologe und Pädagoge
- Helmut Petersen (1903–1982), deutscher Politiker (GB/BHE)
- Henning Petersen (* 1939), dänischer Radrennfahrer
- Henning Eiler Petersen (1877–1946), dänischer Botaniker, Pilzkundler und Meeresbiologe
- Henrik Petersen (Eishockeyspieler, 1933) (* 1933), norwegischer Eishockeyspieler
- Henrik Petersen (Eishockeyspieler, 1969) (* 1969), dänischer Eishockeyspieler
- Henrik Petersen (Literaturkritiker) (* 1973), schwedischer Literaturkritiker, Übersetzer und Lektor
- Henrik Petersen (Curler) (Henrik Harlev Petersen), dänischer Rollstuhlcurler
- Henry Petersen (Archäologe) (1849–1896), dänischer Archäologe
- Henry Petersen (Leichtathlet) (1900–1949), dänischer Leichtathlet und Turner
- Henry Petersen (Manager) (1931–2021), dänischer Manager
- Hermann Petersen (Lübeck) (um 1592–1675), deutscher Kaufmann und Politiker, Ratsherr in Lübeck
- Hermann Petersen (Politiker, 1793) (1793–??), deutscher Deichinspektor und Politiker, MdL Schleswig-Holstein
- Hermann Petersen (Politiker, 1844) (1844–1917), deutscher Richter und Politiker, Staatsminister
- Hilke Petersen (* 1967), deutsche Journalistin und Fernsehmoderatorin
- Hjalmar Petersen (1890–1968), US-amerikanischer Politiker

### I
- Ilka Petersen (* 1977), deutsche Radio- und Fernsehmoderatorin
- Inge Petersen (1920–2017), deutsche Chirurgin und Kinderchirurgin
- Isboseth Petersen (* 1929), grönländischer Landesrat
- Iver Petersen (1963–2025), deutscher Pathologe

### J
- Jacob Petersen (Theologe) (1685–1739), deutscher Theologe, Pfarrer und Diakon
- Jacob Petersen (Militär) (Baron Jacob von Petersen), Rat, Militär, Kommissar und Generalkommissar in den Niederlanden
- Jacob Petersen (Maler) (1774–1854), dänischer Maler
- Jacob Petersen (Goldarbeiter) (um 1790/1791–vor 1839), deutscher Juwelier, Gold- und Silberarbeiter
- Jakob de Petersen (1622–1704), dänischer Kammerherr und Politiker
- Jakob Skovgaard-Petersen (* 1963), dänischer Islamwissenschaftler und Hochschullehrer
- Jan Petersen (Schriftsteller) (eigentlich Hans Schwalm; 1906–1969), deutscher Schriftsteller
- Jan Petersen (Politiker) (* 1946), norwegischer Politiker
- Jan Bo Petersen (* 1970), dänischer Radrennfahrer
- Jana Petersen (* 1978), deutsche Schauspielerin und Journalistin
- Jendrik Petersen (* 1959), deutscher Betriebspädagoge und Hochschullehrer
- Jens Petersen (Fotograf) (1829–1905), dänischer Fotograf
- Jens Petersen (Radsportler) (1919–1993), dänischer Bahnradsportler
- Jens Petersen (Diplomat) (* 1923), deutscher Diplomat
- Jens Petersen (Historiker) (* 1934), deutscher Historiker
- Jens Petersen (Fußballspieler) (1941–2012), dänischer Fußballspieler und -trainer
- Jens Petersen (Jurist, 1955) (* 1955), deutscher Rechtswissenschaftler (Steuerrecht) und Oberkirchenrat der Evangelischen Kirche in Deutschland
- Jens Petersen (Rennfahrer) (* 1963), deutscher Autorennfahrer
- Jens Petersen (Jurist, 1969) (* 1969), deutscher Rechtswissenschaftler und Hochschullehrer (Bürgerliches, Wirtschafts- und Medienrecht)
- Jens Petersen (Politiker) (* 1970), deutscher Politiker (CDU)
- Jens Petersen (Schriftsteller) (* 1976), deutscher Schriftsteller und Arzt
- Jens Henrik Petersen (* 1961), dänischer Fußballspieler
- Jens K. Petersen (* 1964), färöischer Fußballspieler
- Jens Peter Petersen (Offizier) (1893–1971), deutscher Offizier und Diplomat
- Jens Peter Petersen (Politiker) (* 1941), deutscher Politiker (SPD), MdHB
- Jens V. Petersen (* 1952), dänischer Fußballspieler
- Jens Vilhelm Petersen (1851–1931), dänischer Architekt, siehe Vilhelm Petersen (Architekt, 1851)
- Jes Petersen (1936–2006), deutscher Galerist und Verleger
- Jesper Petersen (Fußballspieler) (1951–2016), dänischer Fußballspieler
- Jesper Petersen (Handballspieler) (* 1953), dänischer Handballspieler
- Jesper Petersen (Politiker) (* 1981), dänischer Politiker
- Joachim Petersen (1611–1658), deutscher Jurist und Diplomat
- Johan Petersen (1867–1960), grönländischer Expeditionsteilnehmer, Übersetzer, Handels- und Kolonialverwalter
- Johan Peter Petersen (1798–1850), dänischer Kaufmann und kommissarischer Inspektor in Grönland
- Johann Petersen (Chronist) († 1552/1574), deutscher Chronist
- Johann Petersen (Ratsherr) († 1629), deutscher Politiker, Ratsherr in Lübeck
- Johann Christian Petersen (der Ältere) (1682–1766), deutscher Rechtswissenschaftler und Hochschullehrer
- Johann Christian Petersen (der Jüngere) (1750–1806), deutscher evangelischer Theologe
- Johann Friedrich Petersen (der Ältere) (1760–1845), deutscher evangelisch-lutherischer Geistlicher
- Johann Friedrich Petersen (der Jüngere) (1799–1853), deutscher evangelisch-lutherischer Geistlicher und Publizist
- Johann Wilhelm Petersen (Theologe) (1649–1727), deutscher Theologe, Mystiker und Chiliast
- Johann Wilhelm Petersen (Bibliothekar) (1758–1815), deutscher Bibliothekar, Schriftsteller und Kulturhistoriker
- Johann Wilhelm Petersen (Beamter) (1786–1863), französischer und bayerischer Verwaltungsbeamter
- Johann Wilhelm Petersen (Generalmajor) (1814–1865), deutscher Generalmajor
- Johanna Eleonora Petersen (1644–1724), deutsche Pietistin und Schriftstellerin
- Johanne Fritz-Petersen (1879–1961), dänische Theater- und Filmschauspielerin
- Johannes Petersen, deutscher Name des Pastoren und Chronisten Johannes Petreus (um 1540–1603)
- Johannes Petersen (Pädagoge) (1837–1887), deutscher Pädagoge und Schriftsteller
- Johannes Petersen (Zoologe) (Carl Georg Johannes Petersen; 1860–1928), dänischer Zoologe
- Johannes Petersen, Geburtsname von Johannes Hjelmslev (1873–1950), dänischer Mathematiker
- Johannes Petersen (Schriftsteller) (1909–1992), deutscher Lehrer, Schriftsteller, Liederdichter und Fotograf
- Johannes Petersen (Handballspieler), dänischer Handballspieler
- Johannes Petersen (Ruderer), deutscher Ruderer
- Johannes Bjelke-Petersen (1911–2005), australischer Politiker
- John Petersen (1860–1939), deutscher Violinist, Komponist und Musikpädagoge
- John Hahn-Petersen (1930–2006), dänischer Schauspieler
- Jonas Petersen (* 1898), grönländischer Katechet und Landesrat
- Jonathan Petersen (1881–1961), grönländischer Komponist, Musiker, Schriftsteller, Sprachwissenschaftler und Hochschullehrer
- Jörg Petersen (* 1974), deutscher Publizist und Schriftsteller
- Jörgen Petersen (1931–2009), finnischer Komponist und Trompeter
- Jørgen Petersen (1918–1991), grönländischer Pastor und Kommunalpolitiker
- Jørgen Bo Petersen (* 1970), dänischer Radrennfahrer
- Julius Petersen (Politiker, 1835) (1835–1909), deutscher Richter und Politiker (NLP), MdR
- Julius Petersen (Literaturwissenschaftler) (1878–1941), deutscher Literaturwissenschaftler
- Julius Petersen (Politiker, 1880) (1880–nach 1927), grönländischer Landesrat
- Julius Petersen (Architekt) (1883–1969), deutscher Architekt
- Julius Adolf Petersen (genannt Lord von Barmbek; 1882–1933), deutscher Wirt und Krimineller
- Julius Emil Kayser-Petersen (1886–1954), deutscher Internist
- Julius Peter Christian Petersen (1839–1910), dänischer Mathematiker
- Jürgen Petersen (1909–1991), deutscher Journalist
- Jürgen Schmidt-Petersen (1860–1950), deutscher Mediziner und Sprachforscher
- Jürgen H. Petersen (1937–2017), deutscher Germanist

### K
- Käthe Petersen (1903–1981), deutsche Juristin und Sozialpolitikerin
- Karl Petersen (Wirtschaftswissenschaftler) (* 1962), deutscher Betriebswirt, Wirtschaftswissenschaftler und Fachautor
- Karl Ludwig Adolf Petersen (1746–1827), deutscher Jurist und Politiker
- Katelin Petersen (* 1989), US-amerikanische Schauspielerin und Synchronsprecherin
- Katharina Petersen (1889–1970), deutsche Lehrerin und Hochschullehrerin
- Kathi Petersen (* 1956), deutsche Politikerin (SPD), MdL
- Katinka Lærke Petersen (* 1991), dänische Schauspielerin
- Kemi Francis-Petersen (* 1993), nigerianische Siebenkämpferin und Hürdenläuferin
- Kim Bendix Petersen (* 1956), dänischer Musiker, siehe King Diamond
- Kjeld Petersen (1920–1962), dänischer Schauspieler
- Klaus-Dieter Petersen (* 1968), deutscher Handballspieler und -trainer
- Kristen Helveg Petersen (1909–1997), dänischer Politiker
- Kurt Petersen (1905–1971), deutscher Jurist und Bürgermeister (NSDAP)

### L
- Lars Petersen (* 1965), dänisch-US-amerikanischer Dressurreiter
- Lars-Eric Petersen (* 1965), deutscher Sozialpsychologe
- Laura Valgreen Petersen (* 2000), dänische Langstreckenläuferin
- Leiva Petersen (1912–1992), deutsche Altphilologin und Verlagsleiterin
- Leonard Petersen, deutscher Komponist für Filmmusik
- Lisbeth L. Petersen (1939–2024), färöische Politikerin
- Lorenz Petersen (Ratsherr) († 1668), deutscher Politiker, Ratsherr in Lübeck
- Lorenz Petersen (Maler) (1803–1870), deutscher Maler
- Lutz Fahrenkrog-Petersen (* 1962), deutscher Musikwissenschaftler, Komponist und Musikproduzent

### M
- Mads Conrad-Petersen (* 1988), dänischer Badmintonspieler
- Manfred Petersen (1933–2018), deutscher Schauspieler und Synchronsprecher
- Marga Petersen (1919–2002), deutsche Leichtathletin
- Mariane Petersen (1937–2025), grönländische Dichterin und Übersetzerin
- Marie Petersen (1816–1859), deutsche Dichterin
- Marita Petersen (1940–2001), färöische Pädagogin und Politikerin
- Mark E. Petersen (1900–1984), US-amerikanischer Zeitungsverleger und Apostel der Kirche Jesu Christi der Heiligen der Letzten Tage
- Marlis Petersen (* 1968), deutsche Koloratur-Sopranistin
- Martin Petersen (Schriftsteller) (* 1950), dänischer Schriftsteller
- Martin Petersen (Schiedsrichter) (* 1985), deutscher Fußballschiedsrichter
- Mathias Petersen (* 1955), deutscher Landespolitiker (SPD)
- Mathias Christian Petersen (1809–1890), kurzzeitig Mitglied des Reichstags des Deutschen Kaiserreichs
- Matilda Petersen (* 1991), schwedische Badmintonspielerin
- Matthias Petersen (Matz Peters; 1632–1706), deutscher Kapitän und Walfänger
- Mette Petersen (* 1955), dänische Jazzmusikerin
- Mette Ove Petersen (* 1934), dänische Schwimmerin
- Michael Petersen, deutscher Insektenkundler
- Michael Bang Petersen (* 1980), dänischer Politikwissenschaftler
- Mickey Petersen (* 1989), dänischer Pokerspieler
- Mikael Petersen (* 1956), grönländischer Politiker (Siumut)
- Morten Helveg Petersen (* 1966), dänischer Politiker

### N
- Nadine Petersen (* 1963), deutsche Autorin
- Naimanngitsoq Petersen (1957–2013), grönländischer Politiker
- Naja Petersen (* 1968), grönländische Politikerin (Atassut), siehe Naja Kristensen
- Nərgiz Birk-Petersen (* 1976), aserbaidschanische Fernsehmoderatorin
- Nick Petersen (* 1989), kanadisch-US-amerikaner Eishockeyspieler
- Niclas Matthias Petersen (1798–1881), deutscher Gymnasiallehrer und Schriftsteller
- Niels Petersen (Turner) (1885–1961), dänischer Turner
- Niels Petersen (Leichtathlet) (1888–1968), dänischer Leichtathlet
- Niels Petersen (Politiker) (1898–nach 1945), grönländischer Landesrat
- Niels Petersen (Rechtswissenschaftler) (* 1978), deutscher Jurist
- Niels Christian Petersen (1918–1966), dänischer Gewichtheber
- Niels Helveg Petersen (1939–2017), dänischer Politiker
- Niels Matthias Petersen (1791–1862), dänischer Sprachwissenschaftler und Historiker
- Niels Svend Ove Petersen (* 1932), dänischer Sportschütze
- Nikolaj Petersen (1938–2019), dänischer Politikwissenschaftler
- Nils Petersen (Pfarrer) (* 1970), deutscher Theologe und Autor
- Nils Petersen (* 1988), deutscher Fußballspieler
- Nils Busch-Petersen (* 1963), deutscher Wirtschaftsjurist
- Nils Holger Petersen (* 1946), dänischer Historiker und Musikwissenschaftler
- Nils O. Petersen, kanadischer Chemiker und Hochschullehrer
- Nis Petersen (1897–1943), dänischer Schriftsteller
- Nis-Edwin List-Petersen (* 1947), dänischer Diakon und Musiker

### O
- Ole Petersen (Politiker) (1894–1979), grönländischer Landesrat
- Ole Petersen (Mediziner) (* 1943), dänischer Mediziner
- Ole Petersen (Autor) (* 1961), deutscher Autor
- Ole Gunnar Petersen (* 1934), dänischer Segler
- Olga Petersen (* 1982), deutsch-russische Politikerin (AfD)
- Oskar von Petersen (1849–1919), russischer Dermatologe
- Oskar Petersen (1875–nach 1912), deutscher Künstler und Werbe-Grafiker
- Oswald Petersen (1903–1992), deutscher Künstler
- Otto Petersen (1874–1953), deutscher Eisenhüttenmann
- Otto Petersen (Bauchredner) (1960–2014), US-amerikanischer Bauchredner

### P
- Pætur Petersen (* 1998), färöischer Fußballspieler
- Palle Petersen (* 1943), dänischer Schriftsteller
- Paul Petersen (* 1945), US-amerikanischer Schauspieler
- Pavia Petersen (Politiker) (1876–nach 1922), grönländischer Landesrat
- Pavia Petersen (Dichter) (1904–1943), grönländischer Dichter, Schriftsteller, Übersetzer, Maler, Katechet und Landesrat
- Pekka Petersen-Dyggve (* 1943), finnischer Tennisspieler
- Per Rosing-Petersen (* 1961), grönländischer Politiker
- Peter Petersen, Künstlername von Max Paulsen (1876–1956), österreichischer Schauspieler und Regisseur
- Peter Petersen (Pädagoge) (1884–1952), deutscher Reformpädagoge
- Peter Petersen (Politiker, 1891) (1891–nach 1922), grönländischer Landesrat
- Peter Petersen (Politiker, 1904) (1904–1989), deutscher Politiker (NPD), MdL Schleswig-Holstein
- Peter Petersen (Aufnahmeleiter) (1923–2019), deutscher Aufnahme- und Produktionsleiter
- Peter Petersen (Politiker, 1926) (1926–2005), deutscher Politiker (CDU)
- Peter Petersen (Mediziner) (1933–2023), deutscher Psychiater und Hochschullehrer
- Peter Petersen (Dokumentarfilmer) (* 1937), deutscher Dokumentarfilmer
- Peter Petersen (Musikwissenschaftler) (* 1940), deutscher Musikwissenschaftler und Hochschullehrer
- Peter Petersen (Fußballspieler) (1941–1980), niederländischer Fußballspieler
- Peter Petersen (Mathematiker), amerikanischer Mathematiker
- Peter Petersen (Drehbuchautor) (* 1963), deutscher Drehbuchautor
- Peter Petersen (Fußballspieler) (* 1981), südafrikanischer Fußballspieler
- Peter Tom-Petersen (1861–1926), dänischer Radierer und Architekturzeichner
- Peter Vang Petersen (* 1952), dänischer Prähistoriker
- Peter Friedrich Petersen (1856–1930), deutscher Geistlicher und Superintendent
- Peter Hinrich Petersen († 1799), deutscher Pastor
- Peter Ludwig Petersen (1901–1995), deutscher Politiker (SHB)
- Peter-Paul Petersen (1893–1945), deutscher Offizier, zuletzt Generalmajor der Wehrmacht
- Philipp Heinrich Gerhard Petersen (1749–1794), deutscher Mediziner
- Poul Petersen (Schauspieler) (1905–1986), dänischer Schauspieler, Theaterregisseur und -direktor
- Poul Petersen (Schwimmer) (Poul Arne Petersen; 1912–1959), dänischer Schwimmer
- Poul Petersen (Fußballspieler) (Poul Eyvind Petersen; 1921–1997), dänischer Fußballspieler und -trainer
- Poul Petersen (Badminton) (* um 1950), dänischer Badmintonspieler
- Poul Erik Petersen (1927–1992), dänischer Fußballspieler

### R
- Ralf Petersen (Komponist) (eigentlich Horst Fliegel; 1938–2018), deutscher Komponist, Arrangeur, Produzent und Autor
- Ralf Petersen (Architekt) (* 1961), deutscher Architekt und Hochschullehrer
- Rasmus Petersen (Turner) (1877–1957), norwegischer Turner
- Rasmus Helveg Petersen (* 1968), dänischer Politiker
- Rasmus Suhr Petersen (* 1994), dänischer Fußballspieler
- Ricard Petersen (1931–2014), grönländischer Pfarrer, Lehrer und Landesrat
- Richard Petersen (Ingenieur) (1865–1946), deutscher Ingenieur und Hochschullehrer
- Robert Petersen (Eisschnellläufer) (1914–2000), US-amerikanischer Eisschnellläufer
- Robert Petersen (Basketballtrainer) (1928–2003), US-amerikanisch-finnischer Basketballtrainer
- Robert Petersen (Eskimologe) (1928–2021), grönländischer Eskimologe, Dialektologe, Anthropologe, Hochschullehrer und Universitätsrektor
- Robert E. Petersen (1926–2007), US-amerikanischer Herausgeber
- Rolf Petersen (* 1963), deutscher Schauspieler, Regisseur und Hörspielsprecher
- Ronald H. Petersen (* 1934), US-amerikanischer Pilzkundler
- Rudolf Petersen (Politiker) (1878–1962), deutscher Politiker (CDU) und Erster Bürgermeister von Hamburg (1945–1946)
- Rudolf Petersen (General) (1892–1970), deutscher Generalmajor
- Rudolf Petersen (Marineoffizier) (1905–1983), deutscher Marineoffizier

### S
- Sámal Petersen (1904–1976), färöischer Politiker
- Sara Runesten-Petersen (* 1975), neuseeländische Badmintonspielerin
- Sara Slott Petersen (* 1987), dänische Leichtathletin
- Sem Petersen (* 1897), grönländischer Katechet und Landesrat
- Sergeal Petersen (* 1994), südafrikanischer Rugbyspieler
- Silje Brøns Petersen (* 1994), dänische Handballspielerin
- Silke Petersen (* 1965), deutsche Theologin
- Simone Petersen (* 1997), dänische Handballspielerin
- Simone Spur Petersen (* 1994), dänische Handballspielerin
- Sivert Petersen (* 1926), grönländischer Katechet und Landesrat
- Sofie Petersen (* 1955), dänische Geistliche, Bischöfin von Grönland
- Sophie Petersen (Frauenrechtlerin) (1837–1874), dänische Frauenrechtlerin
- Sophie Petersen (Geographin) (1885–1965), dänische Geographin und Pädagogin
- Søren Petersen (Gewichtheber) (1890–1971), dänischer Gewichtheber
- Søren Petersen (Boxer) (1894–1945), dänischer Boxer
- Søren Petersen (Radsportler) (* 1967), dänischer Radrennfahrer
- Steen-Michael Petersen (* 1959), dänischer Radrennfahrer
- Stefan Petersen (* 1965), deutscher Historiker
- Steffen Petersen, deutscher Unternehmensberater
- Stina Lykke Petersen (* 1986), dänische Fußballspielerin
- Susanne Petersen (* 1974), deutsche Handballspielerin

### T
- Theodor Petersen (1836–1918), deutscher Chemiker und Alpinist
- Thomas Petersen (* 1968), deutscher Wissenschaftler
- Thorleif Petersen (1884–1958), norwegischer Turner
- Thorstein Petersen (1899–1960), färöischer Jurist, Bankdirektor und Politiker (Vinnuflokkurin und Fólkaflokkurin)
- Thyge Petersen (1902–1964), dänischer Boxer
- Tim Petersen (* 1986), deutscher Fußballspieler
- Toby Petersen (* 1978), US-amerikanischer Eishockeyspieler
- Tomás Petersen (* 1957), argentinischer Rugby-Union-Spieler
- Toni Petersen (1840–1909), deutsche Kunstförderin und Wohltäterin

### U
- Ulrich Petersen (Historiker) (1656–1735), deutscher Historiker
- Ulrich Petersen (Ingenieur) (1907–1992), deutscher Eisenhütten-Ingenieur und Manager
- Ulrich Petersen (Geologe) (1927–2017), peruanisch-US-amerikanischer Geologe
- Ursel Petersen, deutsche Sportpädagogin
- Uwe Fahrenkrog-Petersen (* 1960), deutscher Musikproduzent und Komponist
- Uwe Petersen (* 1936), deutscher Komponist

### V
- Vilhelm Petersen (Architekt, 1830) (1830–1913), dänischer Architekt
- Vilhelm Petersen (Architekt, 1851) (1851–1931), dänischer Architekt
- Vilhelm Petersen (Schauspieler) (1852–1939), dänischer Schauspieler
- Vilhelm Petersen (1868–1923), dänischer Maler und Kunsthändler, siehe Willy Gretor
- Vita Petersen (1915–2011), amerikanische Malerin

### W
- Waldemar Petersen (Pfarrer) (1850–1940), deutscher Geistlicher
- Waldemar Petersen (1880–1946), deutscher Elektrotechnikingenieur
- Walter Petersen (1862–1950), deutscher Maler
- Werner Petersen (1910–2003), deutscher Ingenieur, Physiker, Hochschullehrer und Zeitungsherausgeber
- Wilhelm Petersen (Literaturkritiker) (1835–1900), deutscher Verwaltungsjurist und Literaturkritiker
- Wilhelm Petersen (Zoologe) (1854–1933), deutsch-baltischer Insektenkundler
- Wilhelm Petersen (Politiker, 1889) (1889–1968), deutscher Gewerkschaftsfunktionär und Politiker (SPD)
- Wilhelm Petersen (Komponist) (1890–1957), deutscher Komponist
- Wilhelm Petersen (Politiker, 1893) (1893–1964), deutscher Politiker (SPD), Mitglied der Stadtverordnetenversammlung von Berlin
- Wilhelm Petersen (Maler) (1900–1987), deutscher Maler und Schriftsteller
- Wilhelm Petersen (Ingenieur) (1902–1973), deutscher Ingenieur und Hochschullehrer
- Wilhelm Petersén (1906–1988), schwedischer Bandy-, Eishockey- und Fußballspieler
- William Petersen (* 1953), US-amerikanischer Schauspieler
- William F. Petersen (1887–1950), US-amerikanischer Mediziner
- Winfried Petersen (1928–2018), deutscher Organist, Domkantor und Landeskirchenmusikdirektor
- Wolf Petersen (1922–1980), deutscher Schauspieler und Hörspiel- und Synchronsprecher
- Wolf Petersen (Mediziner) (* 1969), deutscher Kniechirurg
- Wolfgang Petersen (Politiker, I), deutscher Politiker (CDU), MdHB
- Wolfgang Petersen (1941–2022), deutscher Filmregisseur, Drehbuchautor und Filmproduzent
- Wolfgang Petersen (Politiker, 1952) (1952–2017), deutscher Politiker (AL), MdA Berlin